# William Carl Buchan
William Carl Buchan, född den 23 december 1956 i Seattle, är en amerikansk seglare.
Han tog OS-guld i Flying Dutchman i samband med de olympiska seglingstävlingarna 1984 i Los Angeles.